# ندى عادل
ندى عادل (3 يناير 1989  -)، ممثلة مصرية.

## حياتها الفنية
تخرجت من «المعهد العالي للفنون المسرحية» في مصر، بدأت العمل الفني كممثلة عام 2006 في مسلسل سوق الخضار مع فيفي عبده وخيرية أحمد، واصلت مشوارها الفني بعد ذلك بالمشاركة المسلسلات التلفزيونية.

## أعمالها

### في التلفزيون
- القاتل الذى أحبني
- 30 يوم.
- سوق الخضار.
- قضية نسب.
- قلب إمراة.
- الدالي - جزئين.
- العمدة هانم.
- جنة ونار.
- العار.
- إمراة في ورطة.
- اللص والكتاب.
- وادي الملوك.
- تلك الليلة.
- شارع عبد العزيز.
- الريان.
- أخت تريز.
- ورد وشوك.
- كاريوكا.
- ألف سلامة.
- أهل الهوى.
- فض واشتباك.
- صديق العمر.
- كيكا على العالي
- أبو العروسة

## روابط خارجية
- ندى عادل على موقع الدهليز
- ندى عادل على موقع قاعدة بيانات الأفلام العربية